# O Reino dos Gatos
Neko no Ongaeshi (猫の恩返し, bra/prt: O Reino dos Gatos) é um filme animado japonês de 2002, do gênero fantasia. O longa-metragem foi escrito Reiko Yoshida — baseado no mangá Baron: Neko no Danshaku, de Nozomu Takahashi —, produzido por Toshio Suzuki e Nozomu Takahashi, com direção de Hiroyuki Morita, a animação marca a estreia de Morita na direção dos filmes do Studio Ghibli.
O filme conta a história de Haru Yoshioka, que acaba salvando um gato prestes a ser atropelado, e por sua gentileza Haru é levada para o "Reino dos Gatos". Neko no Ongaeshi foi lançado nos cinemas japoneses em 20 de julho de 2002, e no Brasil em 13 de fevereiro de 2004. Em 2002, na 20.ª edição anual dos Prêmios Golden Gloss o longa-metragem ganhou o "Prêmio de Ouro", e na 6.ª edição do Japan Media Arts Festival, um festival anualmente feito pela Agency for Cultural Affairs, a animação ganhou o "Prêmio de Excelência".

## Enredo
Haru Yoshioka (吉岡ハル) é uma estudante de 17 anos do ensino médio, cheia de dúvidas, certa vez, ao voltar para casa — com a sua amiga, Hiromi (マ子中) — Haru acaba salvando a vida de um gato que estava prestes a ser atropelado por um caminhão. Entretanto, não é um animal qualquer, pois, este fala e apresenta-se como Lune, o príncipe do reino dos gatos. Agora o felino tem uma dívida com Haru, pois, a menina salvou sua vida. Durante a noite, enchem-na de presentes e o próprio "Rei dos Gatos" convida-a ir para o seu reino, onde Haru irá se casar com o Príncipe Lune.

## Elenco
- Chizuru Ikewaki como Haru Yoshioka (吉岡ハル)[7]
- Yoshihiko Hakamada como Baron Humbert von Gikkingen (フンベルト・フォン・ジッキンゲン, Funberuto fon Jikkingen)[7]
- Tetsu Watanabe como Muta/Renaldo Moon (ルナルド・ムーン, Runarudo Mūn)[19]
- Yōsuke Saitō como Toto (とと)[19]
- Tetsurō Tanba como Rei Gato (猫の上森, Neko no uemori)[7]
- Takayuki Yamada como Príncipe Lune (子あ)[7]
- Aki Maeda como Yuki (彦き)[7]
- Kenta Satoi como Natori (仁とリ)[19]
- Mari Hamada como Natoru (二とリ)[19]
- Kumiko Okae como Naoko Yoshioka (吉岡直子)[19]
- Hitomi Satō como Hiromi (マ子中)[7]

## Produção
Em 1995, o Studio Ghibli lançou o filme Mimi wo Sumaseba, baseado no mangá homônimo de Aoi Hiiragi, cujo tema trata de uma garota escrevendo um romance de fantasia. Embora a vida da garota não tivesse elementos mágicos, o filme mostrava cenas curtas de fantasia que descreviam cenas escritas pela protagonista sobre Baron Humbert von Gikkingen, personagem de seu romance. A produção era tão popular que uma sequência indireta foi feita, desta vez a história trazia Baron e outra garota, uma aluna do ensino médio, chamada Haru, no qual Muta (personagem de Mimi wo Sumaseba) também aparece.
Neko no Ongaeshi começou como um "Projeto Gato" em 1999. O Studio Ghibli recebeu um pedido de um parque temático japonês para criar um curta-metragem de 20 minutos com gatos como protagonistas. Hayao Miyazaki queria que três elementos-chave aparecessem no curta — estes eram Baron, Muta e uma misteriosa loja de antiguidades. Aoi Hiiragi foi contratada para criar o mangá equivalente ao curta, chamado Baron: Neko no Danshaku (バロン 猫の男爵). Posteriormente, o parque temático cancelou o projeto. Miyazaki então pegou o trabalho existente realizado pelo "Projeto Gato" e o usou como teste para futuros diretores do Studio Ghibli — o curta tinha agora 45 minutos de duração. Foi dada responsabilidade a Hiroyuki Morita, que começou como animador em 1999 no filme Hōhokekyo Tonari no Yamada-kun. Durante um período de nove meses, Morita traduziu a história Baron: Neko no Danshaku de Hiiragi em 525 páginas de storyboards. Miyazaki e Toshio Suzuki decidiram produzir o longa-metragem baseado inteiramente nos storyboards feito pelo diretor da animação; isso ocorreu em parte porque Haru, a personagem principal, era passível de identificação. Tornou-se o segundo filme do Studio Ghibli a ser dirigido por alguém que não fosse Miyazaki ou Takahata.

### Música
A trilha sonora de Neko no Ongaeshi, composta por Yūji Nomi e Ayano Tsuji foi lançada em 17 de julho de 2002 pela Tokuma Records. O álbum contém 30 faixas, e a canção "Kaze ni naru" (風になる) foi utilizada como música-tema do filme e lançada como single em 26 de junho de 2002.
| N.º            | Título                                                                      | Duração |  |
| 1.             | "Ōpuningu (オープニング)"                                                   | 0:31    |  |
| 2.             | "Haru, okiteiru? (ハル、起きてるぅ?)"                                       | 2:12    |  |
| 3.             | "Rūn tono teai (ルーンとの出会い)"                                          | 0:45    |  |
| 4.             | "Neko to ohanashi (猫とお話)"                                               | 1:40    |  |
| 5.             | "Neko-ō no gyōretsu (猫王の行列)"                                           | 1:19    |  |
| 6.             | "Neko no ongaeshi (猫の恩返し)"                                             | 1:09    |  |
| 7.             | "Munashii hōkago (空しい放課後)"                                            | 1:15    |  |
| 8.             | "Nazo no koe (謎の声)"                                                      | 0:35    |  |
| 9.             | "Jūjigai nite (sutorīto orugan) (十字街にて(ストリート・オルガン))"         | 2:17    |  |
| 10.            | "Muta wo otte (ムタを追って)"                                               | 1:06    |  |
| 11.            | "Yōkoso neko no jimusho he (ようこそ猫の事務所へ)"                          | 1:51    |  |
| 12.            | "Kōkyū heno yūkai (後宮への誘拐)"                                           | 2:25    |  |
| 13.            | "Koko ga Neko no Kuni? (ここが猫の国?)"                                     | 0:44    |  |
| 14.            | "Nekoō no shiro he (猫王の城へ)"                                            | 2:02    |  |
| 15.            | "Nekoo? (ねこぉー?)"                                                        | 1:05    |  |
| 16.            | "Neko Jangurā no Runba (猫ジャングラーのルンバ)"                            | 0:19    |  |
| 17.            | "Haragei neko no poruka (腹芸猫のポルカ)"                                   | 0:25    |  |
| 18.            | "Waltz "Katzen Blut" (ワルツ「Katzen Blut」)"                               | 1:38    |  |
| 19.            | "Watashi wa Funbert von Zikkingen! (私はフンベルト・フォン・ジッキンゲン!)" | 3:16    |  |
| 20.            | "Otorija nezo (囮じゃねえぞぉー)"                                           | 0:48    |  |
| 21.            | "Meiro kara no tōsō (迷路からの逃走)"                                       | 2:19    |  |
| 22.            | "Rūn to Yuki (ルーンとユキ)"                                                | 2:39    |  |
| 23.            | "Dasshutsu (脱出)"                                                          | 4:34    |  |
| 24.            | "Kaereta, watashi kaeretanda! (帰れた、私帰れたんだ!)"                      | 3:25    |  |
| 25.            | "Kaze ni naru (風になる)"                                                   | 4:09    |  |
| 26.            | "Baron (バロン)"                                                            | 4:22    |  |
| 27.            | "Nekoō (猫王)"                                                              | 4:02    |  |
| 28.            | "Haru no bugi (ハルのブギ)"                                                 | 3:05    |  |
| 29.            | "Pasutorāre (パストラーレ)"                                                 | 4:37    |  |
| 30.            | "Haru no omoide (ハルのおもいで)"                                           | 3:21    |  |
| Duração total: | Duração total:                                                              | 1:04:08 |  |

## Lançamento
Neko no Ongaeshi foi lançado nos cinemas japoneses em 19 de julho de 2002, e tornou-se o filme nacional de maior bilheteria daquele ano e o sexto do ano, em geral. O longa-metragem foi lançado em DVD, em seu país de origem em 4 de julho de 2003, e para o lançamento houve uma divulgação inédita, cerca 700 mil cópias do DVD e do VHS foram vendidas. O longa foi transmitido pela primeira vez na televisão japonesa em 26 de agosto de 2005, pela Nippon TV com alta audiência.
Em países lusófonos, como o Brasil, Neko no Ongaeshi foi lançado em 13 de fevereiro de 2004, e em outubro de 2005 em DVD e VHS, pela Europa Filmes. Em 2020, a animação com outras produções do Studio Ghibli ficou disponível no catálogo brasileiro e português do serviço de streaming Netflix.

## Crítica
Neko no Ongaeshi mantém o certificado "fresco" de aprovação, com a classificação de 90% no Rotten Tomatoes, e uma pontuação de 70/100 no Metacritic que representa "aclamação universal". Em uma lista feita pelo website THEM Anime Reviews, o filme ocupa o 17.º lugar na lista dos "vinte melhores animes da década de 2000". Hannah Stanton (também do THEM Anime Reviews) destacou que há uma grande diferença entre os personagens: enquanto alguns são bem caracterizados, Stanton crítica a animação por não ter um tema abrangente. O IGN classificou o longa-metragem na 23.ª posição em sua lista dos 25 melhores filmes de animação de todos os tempos.
Carlo Santos, crítico da Anime News Network, classificou Neko no Ongaeshi como um dos filmes de anime mais divertidos dos últimos tempos, o considero como "puro entretenimento", e segundo Santos, "é difícil imaginar algo tão maduro quanto Neko no Ongaeshi". Sergio Non do IGN, acredita que a animação está muito mais em sintonia com as obras contemporâneas, mas sem perder a essência clássica dos filmes do Studio Ghibli.